# Sant Andreu del Vilar
Sant Andreu del Vilar és una església d'origen romànic, de la qual en queden ruïnes, a l'antic llogaret i actual veïnat d'El Vilar, al municipi de Vilademuls (Pla de l'Estany).
Les ruïnes d'aquesta església es troben a un cantó de la carretera local que, partint de l'N-II, porta a Terradelles.
El culte en aquesta església es va mantenir fins a 1858. Es tracta d'un temple rectangular, del quel se n'ha determinat el perímetre, amb porta a la façana de ponent. També s'hi ha trobat el cementiri.
De fet era l'església parroquial de Terradelles, Sant Martí, fins que es va bastir l'església d'aquest darrer poble el S. XVIII i l'església del Vilar va passar a l'advocació de Sant Andreu.